# Слоун Доук
Слоун Доук (англ. Sloan Doak, 28 січня 1886 — 10 серпня 1965) — американський вершник.
Бронзовий призер Олімпійських Ігор 1924 року в індивідуальному триборстві.